# بیشوفزوزل
شهر بیشوفزوزل  در بخش بیشوفزوزل  در ایالت تورگو در کشور سوئیس  واقع شده‌است که  ۵٬۵۰۰  نفر  جمعیت دارد.

## نگارخانه

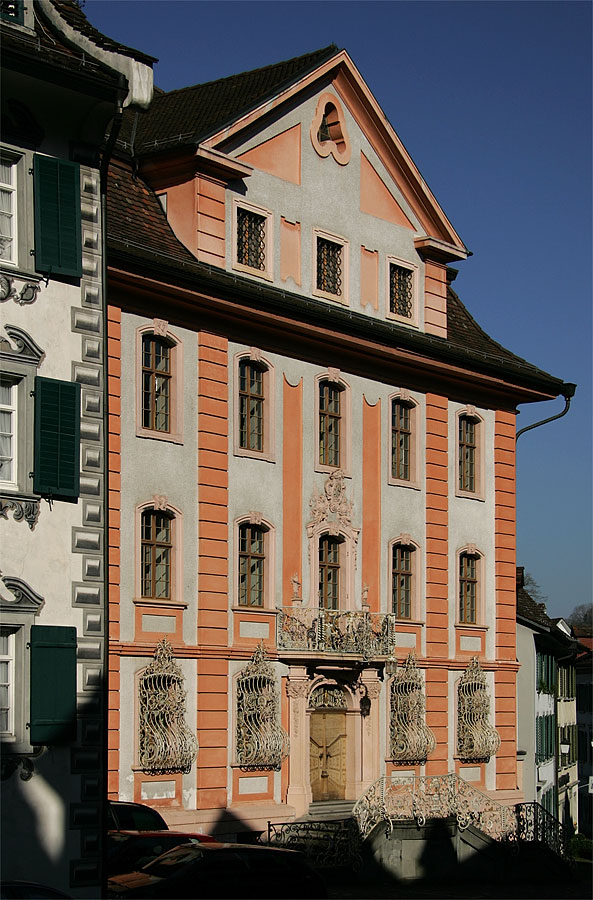
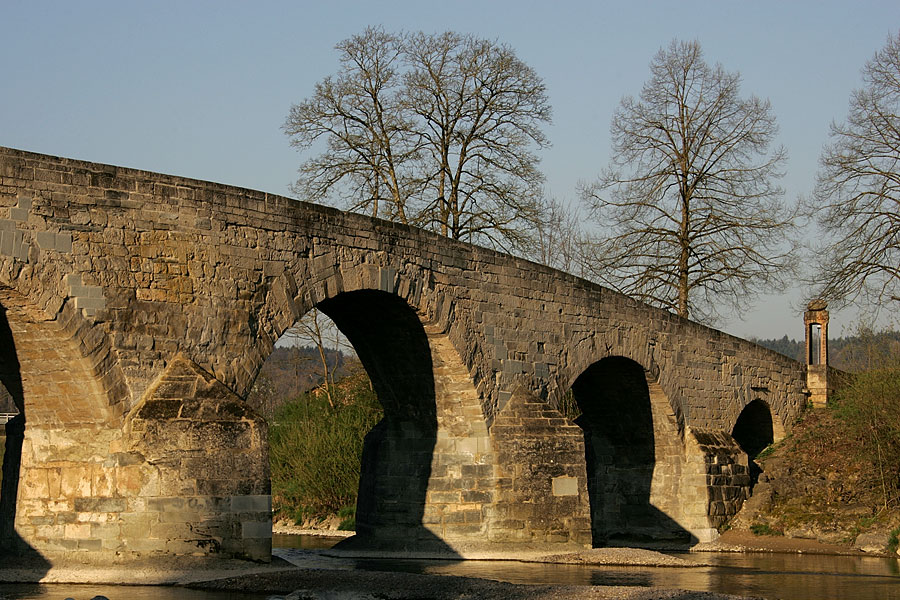